# Collège Saint-Joseph (Acadie)
Pour les articles homonymes, voir Collège Saint-Joseph.

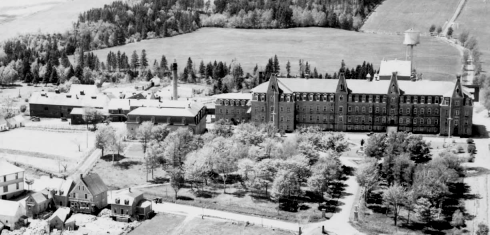
Le collège avant l'incendie de 1933.

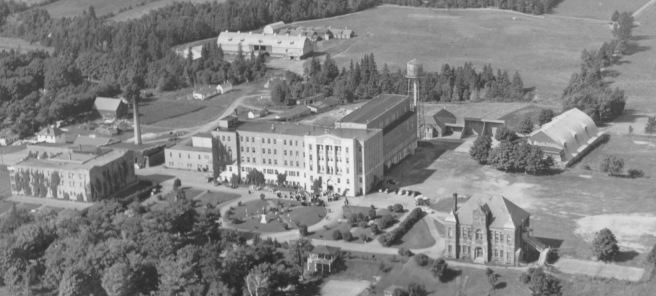
Le collège Saint-Joseph vers 1940.

Le Collège Saint-Joseph a été la première université francophone des Provinces atlantiques, au Canada.

## Bâtiments
Le Collège Saint-Joseph a été fondé le 10 octobre 1864 à Memramcook, au Nouveau-Brunswick, par le père Camille Lefebvre, de la congrégation de Sainte-Croix. C'est dans l'édifice même du séminaire Saint-Thomas, fermé deux ans plus tôt, qu'il est établi. Une chapelle annexe est ajoutée en 1869 tandis qu'un nouvel édifice, de quatre étages, voit le jour en 1875. Une nouvelle chapelle est ensuite ajoutée en 1885, puis encore une autre en 1932. À la suite d'un incendie ayant tout dévasté hormis une des chapelles le 20 octobre 1933, le Collège Saint-Joseph est reconstruit et les élèves reprennent leurs cours un an jour pour jour après, le 20 octobre 1934.

## Enseignement
Le Collège obtient sa charte universitaire le 23 mars 1868, ce qui lui permet alors de décerner des diplômes et, en 1898, il obtient le statut d'université et devient l'Université du Collège Saint-Joseph. En 1928 son titre devient l'Université Saint-Joseph.
L'éducation offerte était bilingue car, outre les Acadiens, les jeunes catholiques irlandais étaient également admis à Saint-Joseph.
En 1963, lorsque l'Université de Moncton est créée, le collège s'y affilie puis ferme ses portes en 1972.

## Étudiants célèbres
- Herb Breau (1944-), homme politique
- Auguste Bordage (1874-1945), marchand et homme politique
- Allison Dysart (1880-1962), homme politique, ancien premier ministre du Nouveau-Brunswick
- Henry Emmerson (1853-1914), homme politique, ancien premier ministre du Nouveau-Brunswick
- Léonard Forest (1928-2024), artiste
- Joseph Fournier (1905-1992), homme politique
- Gilbert Girouard (1846-1885), homme politique
- Melvin Gallant (1933-2023), professeur et écrivain
- Bernard Jean (1925-2012), avocat et homme politique
- Frederick Laforest (1864-?), homme politique
- David-Vital Landry (1866-1929), homme politique
- Pierre-Amand Landry (1846-1916), homme politique
- Roméo LeBlanc (1927-2009), homme politique, ancien gouverneur général du Canada
- Antoine Léger (1880-1950), avocat, écrivain et homme politique
- Aurèle Léger (1894-1961), homme politique
- Édouard-H. Léger (1866-1892), homme politique
- Laurier Lévesque, (1929-2005), homme politique
- Antonine Maillet, (1929-2025), auteure
- George McInerney (1857-1908), homme politique
- Olivier-Maximin Melanson (1854-1926), homme politique
- Pius Michaud (1870-1956), homme politique
- Melvin Perry (1925-2002), instituteur et homme politique
- Pascal Poirier (1852-1933), homme politique
- Clovis-Thomas Richard (1892-1976), homme politique
- Albany Robichaud (1903-1974), homme politique
- Hédard Robichaud (1911-1999), homme politique, ancien lieutenant-gouverneur du Nouveau-Brunswick
- Ferdinand Robidoux (1875-1962), avocat et homme politique
- Calixte Savoie (1895-1985), homme d'affaires, enseignant et homme politique

## Divers
La première convention nationale acadienne a lieu en 1881 au Collège Saint-Joseph.
Un journal étudiant a été édité au Collège : L’Academica.